# Thurso
Thurso (gael. Inbhir Theòrsa) − miasto na północnym wybrzeżu Szkocji w regionie Caithness, założone prawdopodobnie przez wikingów ok. 1000 roku n.e.
Liczba mieszkańców w 2003 roku wynosiła ok. 8 tys.
Odpływają stąd promy na pobliskie Orkady. W pobliżu miasta znajduje się ośrodek badań jądrowych i nieczynna elektrownia jądrowa Dounreay Nuclear Power Development Establishment. W mieście znajduje się stacja kolejowa - położony najdalej na północy fragment sieci kolejowej Wielkiej Brytanii.